# Schreckhorn

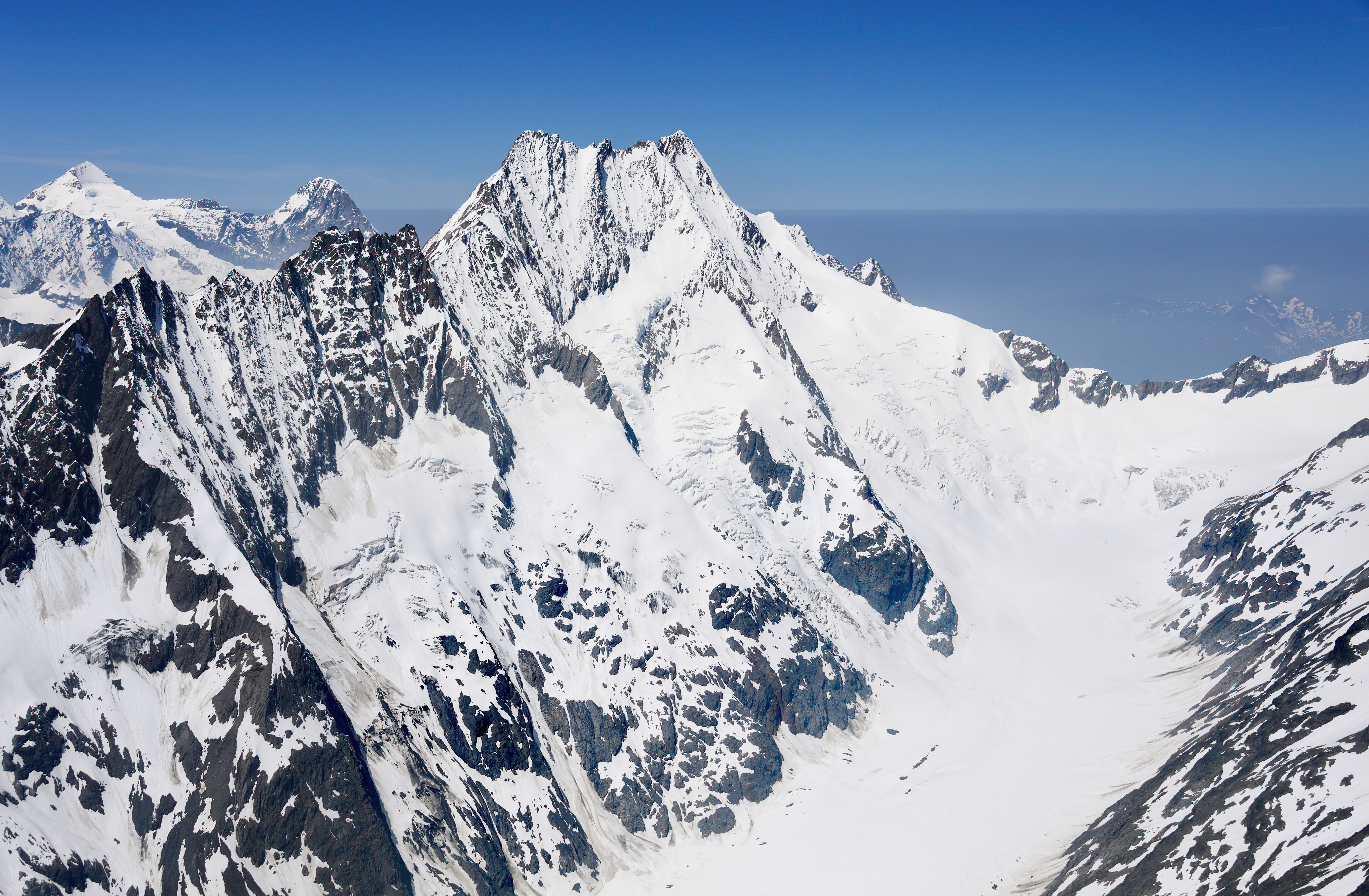
Schreckhorn (rechts) und Lauteraarhorn (links) von Osten aus der Luft gesehen

Das Schreckhorn ist mit einer Höhe von 4078 m ü. M. der nördlichste Viertausender Europas. Es befindet sich in den Berner Alpen im Kanton Bern in der Schweiz. Geologisch gehört das Schreckhorn zum Aarmassiv und besteht aus Erstfeldergneis.

## Besteigung

### Erstbesteigung
Das Schreckhorn ist der bergsteigerisch anspruchsvollste Viertausender in den Berner Alpen. Die Erstbesteigung erfolgte am 16. August 1861 durch Peter und Christian Michel, Leslie Stephen und Ulrich Kaufmann.

### Routen

#### Ausgangspunkt
Ausgangspunkt für alle Routen ist die Schreckhornhütte (2529 m ü. M.), erreichbar von Grindelwald (1034 m ü. M.).

#### Südwestgrat (Normalroute)
- Schwierigkeit: ZS+, mit III. UIAA-Grad Felskletterei
- Zeitaufwand: 6–7 Stunden

#### Nordwestgrat (Andersongrat)
- Schwierigkeit: S
- Zeitaufwand: 6–8 Stunden

#### Südpfeiler
- Schwierigkeit: SS, mit V−. UIAA-Grad Felskletterei
- Zeitaufwand: 8½–9½ Stunden

## Literarische Fundstellen und frühe Kartografie

### Albrecht von Haller
Das Schreckhorn ist einer der wenigen Berge, die bereits vor dem klassischen Zeitalter des Alpinismus europaweit, zumindest dem Namen nach, bekannt waren und auch Eingang in die klassische Literatur fanden: Wohl erstmals findet es, und zwar als einziger Alpengipfel, Erwähnung in Albrecht von Hallers Gedicht Die Alpen von 1729 (Kapitel 1, sechstletzter Gesang).
Bei Haller ist das Schreckhorn ein idealisiertes Zentrum der Alpen, von welchem aus die Ströme Europas nach Norden und nach Süden in die Meere abfliessen. In Wirklichkeit trennt es lediglich die Aare von der Lütschine. Die Wasserscheide zum Mittelmeer liegt fünf Kilometer weiter südwestlich, und jene zum Rhein und zum Inn liegen 40 beziehungsweise 120 Kilometer weiter östlich. Haller stammte aus Bern und bereiste die Alpen im Jahr vor der Verfassung des Gedichts selbst.

### Erwähnung bei Kleist und Schiller
Etwa 1803 erscheint das Schreckhorn in einem Brief Heinrich von Kleists aus Thun an seine Schwester.
1804 erscheint das Schreckhorn in Friedrich Schillers Wilhelm Tell (Vers 628), neben der namentlichen Erwähnung von Jungfrau, Glärnisch sowie dem Haggenspitz, einem Nebengipfel des Kleinen Mythen. Allerdings war Schiller nie in der Schweiz, und so ist fraglich, ob er vom Schreckhorn mehr kannte als bloss den Namen.

### Kartografie
1755 erscheint es in dem Panorama der Schneeberge des Jacques-Barthélemy Micheli du Crest. Es ist dort neben Pilatus und Wetterhorn der einzige Gipfel, der zutreffend beschriftet ist.